# Pujodadi (Bonorowo)
Pujodadi is een bestuurslaag in het regentschap Kebumen van de provincie Midden-Java, Indonesië. Pujodadi telt 1431 inwoners (volkstelling 2010).